# August (książę Saksonii-Weißenfels)
August (ur. 13 sierpnia 1614, zm. 4 czerwca 1680) – książę Sachsen-Weißenfels z dynastii Wettynów od roku 1657 do śmierci.
August był czwartym z synów księcia-elektora Saksonii Jana Jerzego I i jego żony Magdaleny Sibylli Hohenzollern. Po śmierci ojca otrzymał wydzielone specjalnie dla niego księstwo Sachsen-Weißenfels, którym jego potomkowie rządzili do 1746 roku.
W 1647 roku ożenił się z Anną Marią von Mecklenburg, z którą miał dzieci:
- Magdalena Sibylla
- Jan Adolf I
- August
- Chrystian
- Anna
- Sofia
- Katarzyna
- Krystyna
- Henryk
- Albert
- Elżbieta
- Dorota

Po śmierci żony w 1669 roku, ożenił się w 1672 roku z Joanną von Leiningen-Westerburg i miał z nią dzieci:
- Fryderyk
- Maurycy